# Günter Kunert
Günter Kunert (Berlín, 6 de marzo de 1929-Kaisborstel, 21 de septiembre de 2019) fue un escritor alemán.

## Vida
Después de acudir a la escuela primaria no pudo ampliar su educación debido a las Leyes de Núremberg, ya que su madre era judía. Después de la Segunda Guerra Mundial estudió cinco semestres de diseño gráfico en Berlín Este, estudios que posteriormente abandonó. En 1948 se afilió al Partido Socialista Unificado de Alemania (SED).
A mediados de la década de 1960 mantuvo una estrecha amistad con Nicolas Born, con el que mantuvo correspondencia, que posteriormente fue publicada en 1978. En 1972-73 fue profesor invitado en la Universidad de Texas en Austin y en 1975 en la Universidad de Warwick.
Fue uno de los primeros firmantes que en 1976 solicitó la cancelación del destierro de Wolf Biermann; debido a ello fue expulsado del SED. En 1979 le concedieron un visado que le permitía abandonar la República Democrática Alemana (RDA) por varios años, así que se trasladó con su mujer Marianne a Kaisborstel, en la República Federal Alemana, donde residió desde entonces.
Es considerado uno de los escritores de su época más importantes y polifacéticos; escribió poesía, relatos, parábolas, apuntes autobiográficos, ensayos, glosas, sátiras, ciencia ficción, obras para radio, literatura infantil, guiones... Varias canciones de Kurt Schwaen incorporan textos de Kunert. También destacó como dibujante y pintor.
Su obra es crítica con temas como la creencia en el progreso, el nacionalsocialismo o las políticas de la RDA. Desde 1981 fue miembro de la Deutsche Akademie für Sprache und Dichtung, desde 1988 de la Freie Akademie der Künste in Hamburg, desde 2005 presidente de la junta del P.E.N.-Zentrum deutschsprachiger Autoren im Ausland y desde 2008 miembro de honor de la Förderverein Gefangenenbüchereien e.V.

## Reconocimientos
- 1962 Premio Heinrich Mann[5]
- 1973 Premio Johannes R. Becher
- 1979 Georg-Mackensen-Literaturpreis
- 1980 Ehrengabe des Kulturpreises im Bundesverband der Deutschen Industrie
- 1983/84 Stadtschreiber von Bergen
- 1985 Premio Heinrich Heine
- 1988 Doctor honoris causa (Allegheny College, Pensilvania, Estados Unidos)
- 1989 Bundesverdienstkreuz
- 1990 Mainzer Stadtschreiber
- 1991 Premio Friedrich Hölderlin
- 1991 Premio Ernst Robert Curtius
- 1996 Premio Hans Sahl
- 1997 Georg-Trakl-Preis für Lyrik
- 1999 Prix Aristeion de la Unión Europea
- 2005 Doctor honoris causa (Juniata College Huntingdon, Pensilvania, Estados Unidos)
- 2005 Doctor honoris causa (Università degli Studi di Torino, Italia)
- 2009 Norddeutscher Kulturpreis
- 2010 Doctor honoris causa (Dickinson College Carlisle, Pensilvania, Estados Unidos)
- 2010 Miembro de honor de la Verein Deutsche Sprache
- 2011 Preis der Frankfurter Anthologie
- 2012 Orden del Mérito de la República Federal de Alemania
- 2014 Kunstpreis des Landes Schleswig-Holstein

## Obras

### Libros
- Wegschilder und Mauerinschriften (1950, poesía)
- Der ewige Detektiv und andere Geschichten (1954, relatos)
- Jäger ohne Beute (1955, relato)
- Unter diesem Himmel (1955, poesía)
- Der Kaiser von Hondu (guion para televisión, 1959)
- Tagwerke. Gedichte – Lieder – Balladen (1961, poesía/prosa)
- Das kreuzbrave Liederbuch (1961, poesía)
- Erinnerung an einen Planeten. Gedichte aus fünfzehn Jahren (1963, poesía)
- Tagträume (1964, prosa)
- Kunerts lästerliche Leinwand (1965)
- Der ungebetene Gast (1965, poesía)
- Unschuld der Natur. 52 Figurationen leibhafter Liebe (1966, poesía)
- Verkündigung des Wetters (1966, poesía)
- Im Namen der Hüte (1967, novela)
- Die Beerdigung findet in aller Stille statt (1968, relatos)
- Kramen in Fächern. Geschichten – Parabeln – Merkmale (1968)
- Poesiealbum 8 (1968, poesía)
- Betonformen – Ortsangaben (1969, ensayos)
- Notizen in Kreide (1970, poesía)
- Warnung vor Spiegeln (1970, poesía)
- Ortsangaben (1970, prosa)
- Alltägliche Geschichte einer Berliner Straße. Aufgeschrieben und gezeichnet von Günter Kunert (1970, relatos)
- Tagträume in Berlin und andernorts (1972, prosa)
- Offener Ausgang (1972, poesía)
- Die geheime Bibliothek (1973, prosa)
- Gast aus England: (1973, relatos)
- Der andere Planet. Ansichten von Amerika (1974, prosa)
- Im weiteren Fortgang (1974, poesía)
- Das kleine Aber (1975, poesía)
- Notizen in Kreide (1975, poesía)
- Der Mittelpunkt der Erde (1975, prosa)
- Jeder Wunsch ein Treffer (1976, literatura infantil)
- Kinobesuch (1976, cuentos)
- Keine Affäre (1976, cuentos)
- Warum schreiben.  Notizen zur Literatur (1976, ensayos)
- Berliner Wände. Bilder aus einer verschwundenen Stadt (1976, ensayo)
- Unterwegs nach Utopia (1977, poesía)
- Ein anderer K. (1977, obra para radio)
- Bucher Nachträge (1978, prosa)
- Camera obscura (1978, prosa)
- Verlangen nach Bomarzo (1978, poesía)
- Ein englisches Tagebuch (1978, diario de viaje)
- Heinrich von Kleist – Ein Modell (1978, ensayo)
- Drei Berliner Geschichten (1979, cuentos)
- Die Schreie der Fledermäuse. Geschichten – Gedichte – Aufsätze“ (1979)
- Unruhiger Schlaf (1979, poesía)
- Ziellose Umtriebe.  Nachrichten vom Reisen und vom Daheimsein (1979, prosa)
- Acht bunte Blätter (1979)
- Abtötungsverfahren (1980, poesía)
- Unterwegs nach Utopia (1980, poesía)
- Erinnerung an einen Planeten (1980, poesía)
- Kurze Beschreibung eines Moments der Ewigkeit (1980, prosa)
- Literatur im Widerspruch (1980, prosa)
- Ziellose Umtriebe. Nachrichten vom Reisen und vom Daheimsein (1981, prosa)
- Verspätete Monologe (1981, reflexiones)
- Futuronauten (1981, drama)
- Lieferung frei Haus (1981, prosa)
- Diesseits des Erinnerns (1982, ensayos y artículos)
- Abendstimmung (1983, poesía)
- Auf der Suche nach der wirklichen Freiheit (1983, relatos)
- Leben und Schreiben. Pfaffenweiler Literatur 17 (1983, prosa)
- Die letzten Indianer Europas (1983, ensayo)
- Stilleben (1983, poesía)
- Auf Noldes Spuren (1983, ensayo)
- Stille Zwiesprache. Bildnisse von Deutschen (1983, ensayo)
- Kain und Abels Brüderlichkeit. Eine Rede (1984)
- Zurück ins Paradies (1984, relatos)
- Vogelscheuchen. Ein phantastisches Panoptikum (1984, ensayo)
- Vor der Sintflut. Das Gedicht als Arche Noah. Frankfurter Vorlesungen (1985, ensayo)
- Der Wald (1985, ensayo)
- Berliner Nächte. Laternenbilder (1986, ensayo)
- Toskana (1986, ensayo)
- Berlin beizeiten (1987, poesía)
- Gedichte (1987, poesía)
- Zeichnungen und Beispiele (1987, poesía)
- Meine Katze (1988, ensayo)
- Auf Abwegen und andere Verirrungen (1988, prosa)
- Die befleckte Empfängnis (1988, poesía)
- ICH DU ER SIE ES (1988, poesía)
- Druckpunkt (1988, poesía y prosa)
- Fremd daheim (1990, poesía)
- Aus vergangener Zukunft (1990, relatos)
- Gedichte und Geschichten. Zusammengestellt von Günter Kunert (1990, poesía)
- In Schleswig Holstein. Zwischen den Meeren (1990, ensayos)
- Die letzten Indianer Europas. Kommentare zum Traum, der Leben heißt (1991, ensayos)
- Ernst-Robert-Curtius-Preis für Essayistik 1991. Dokumente und Ansprachen (1991, ensayo)
- Friedrich-Hölderlin-Preis. Reden zur Preisverleihung am 7. Juni 1991 (1991)
- Mondlichtlandschaft. Gedichte und Bilder (1991, poesía)
- Ostbad: Gerhard Gäbler: Fotografien. Mit Texten von Günter Kunert (1991)
- Berlin (1991, ensayo)
- Der Sturz vom Sockel. Feststellungen und Widersprüche (1991, reflexiones)
- Im toten Winkel. Ein Hausbuch (1992, reflexiones)
- Morpheus aus der Unterwelt (1992, relato)
- Baum. Stein. Beton.  Reisen zwischen Ober- und Unterwelt (1994, ensayos)
- Grützkes Sphinx (1994, reflexiones)
- Steine reden (1994, reflexiones)
- Auf leisen Pfoten (1995, poesíaensayo)
- Der Prophet Theodor Lessing. Ein Vortrag. (1995, ensayo)
- Schatten entziffern (1995, poesía y prosa)
- Dschamp. Nr. 8 (1995)
- Aufmerken (1995, poesía)
- Mein Golem (1996, poesía)
- Günter Kunert (1996, poesía y prosa)
- Erwachsenenspiele (1997, autobiografía)
- Islandwinter (1997 poesía)
- Eine Geschichte, die ich nicht schreiben konnte (1997, relato)
- Da sind noch ein paar Menschen in Berlin (1999, ensayo)
- Katzen. Eine Bilderreise	(1999, ensayo)
- Der steinerne Gast - Goethe unterwegs in Weimarer Wohnzimmern (1999, ensayo)
- Die Therapie (1999, realto)
- Immer wieder am Anfang. Erzählungen und kleine Prosa (1999, relatos)
- Nacht Vorstellung (1999, poesía)
- Gedichte (1999, poesía)
- „Eine Reise nach W. 2“ – „Mehr Licht“ (1999, poesía)
- Die Intellektuellen als Gefahr für die Menschheit oder Macht und Ohnmacht der Literatur (1999)
- Mit hundert Jahren war ich noch jung. Die ältesten Deutschen (2000, ensayo)
- Nachrichten aus Ambivalencia (2001, reflexiones)
- Aus fünf Jahrzehnten (2001)
- So und nicht anders. Ausgewählte und neue Gedichte (2002)
- Zu Besuch in der Vergangenheit (2002)
- Kopfzeichen vom Verratgeber (2002, poesía)
- Vertrieben aus Eden (2002, poesía)
- Grabrede (2004, relatos)
- Die Botschaft des Hotelzimmers an den Gast. Aufzeichnungen (2004)
- Neandertaler Monologe (2004, poesía)
- Kunerts Antike. Eine Anthologie (2004)
- Hier und jetzt - und einmal (2004)
- Die Brüste der Pandora. Weisheiten aus dem Alltagsleben (2004, prosa)
- Ohne Botschaft (2005, poesía)
- Katzen des Südens (2005, ensayo)
- Im letzten Garten. Besuch bei toten Dichtern (2005, ensayo)
- Wohnen. Die Stadt als Museum. Das Stadion (2005, ensayos
- In der Ferne (2000, poesía)
- Irrtum ausgeschlossen. Geschichten zwischen gestern und morgen (2006, relatos)
- Josephine im Dunkeln (2006, literatura infantil)
- Aus der realen Fabelwelt (2006, poesía)
- Der alte Mann spricht mit seiner Seele (2006, poesía)
- Vom Mythos alter Bäume (2006, ensayo)
- angesichts dessen (2006, reflexiones)
- Endgültig morgens um vier (2007, poesía)
- Auskunft für den Notfall (2008, ensayos
- Die wunderbaren Frauen (2008, relatos)
- Nächtlings abseits (2008)
- Als das Leben umsonst war (2009, poesía)
- Gestern bleibt heute (2009)
- Echos. Frühe Gedichte (2009)
- Das letzte Wort hat keiner. Über Schriftsteller und Schriftstellerei (2009, ensayos)
- Augenspielereien. Zeichnungen. Radierungen. Bronzen 1946 – 2010 (2010)
- Berliner Kaleidoskop (2011)
- Die Geburt der Sprichwörter (2011, notas)
- Kunerts Katzen (2012, poesía)
- Tröstliche Katastrophen. Aufzeichnungen 1999-2011 (2013, reflexiones)
- Fortgesetztes Vermächtnis (2014, poesía)
- Gesichter Afrikas (2015, reflexiones)

### Guiones
- 1953 Das Stacheltier: Eine Liebesgeschichte
- 1954 Das Stacheltier: Abseits
- 1960 Seilergasse 8
- 1961 Guten Tag, lieber Tag
- 1961 Vom König Midas
- 1962 Das zweite Gleis
- 1962 Fetzers Flucht
- 1962 Monolog für einen Taxifahrer
- 1968 Abschied
- 1968 Fleiß und Faulheit
- 1969 Alltägliche Geschichten einer Berliner Straße
- 1971 Karpfs Karriere
- 1971 Zentralbahnhof
- 1973 Berliner Gemäuer
- 1976 Beethoven – Tage aus einem Leben
- 1976 Unterwegs nach Atlantis
- 1976 Berlin mit Unterbrechungen
- 1984 Die Rückkehr der Zeitmaschine
- 1984 Der blinde Richter
- 1985 Der Schiedsrichter
- 1986 Die Sterne schwindeln nicht
- 1991 Nachruf auf die Mauer
- 1992 Endstation Harembar